# 横浜本牧駅

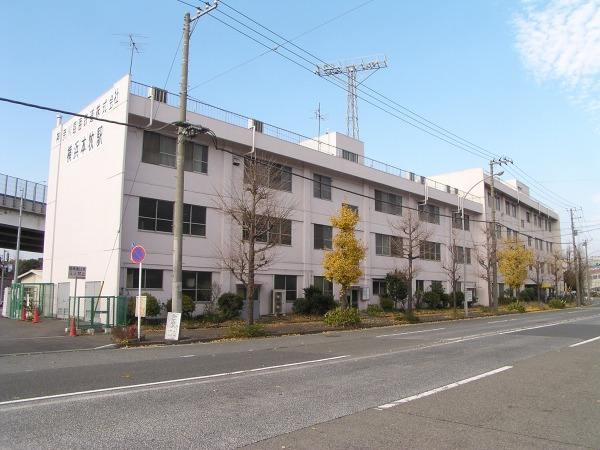
本牧総合事務所（2006年12月）

横浜本牧駅（よこはまほんもくえき）は、神奈川県横浜市中区錦町にある、神奈川臨海鉄道本牧線の貨物駅である。

## 歴史
- 1969年（昭和44年）10月1日：本牧操駅（ほんもくそうえき）として開業。
- 1989年 (平成元年) 4月16日：東京貨物ターミナル駅 (日本貨物鉄道) と横浜本牧駅間を結ぶ海上コンテナ専用列車が運行開始。
- 1990年（平成2年）3月10日：横浜本牧駅に改称。

## 駅構造
地上駅でコンテナホームが1面あり、ここに荷役線が2本引かれている。
構内には駅事務所（本牧総合事務所）があり、有人駅である。本牧総合事務所には神奈川臨海鉄道の横浜支社が置かれているほか、食堂や運送会社などのテナントも入居している。本牧線の貨物業務を支える横浜機関区も併設されている。
構内の横浜機関区脇から東南方面に国際埠頭専用線が分岐し、かつては専用の無蓋車・コンテナ車（それぞれ通称「塩トラ」、「塩トキ」、「塩コキ」）による工業用塩輸送が上越線の渋川駅まで行われていた。国際埠頭専用線は本牧線の開業と同時に開通したものであるが、この輸送の着荷主である関東電化工業が渋川工場でのソーダ電解事業を水島工場に一本化したために2005年8月に終了となり、これ以降国際埠頭専用線は休止になっている。当駅に属する専用線としてこの他、国際埠頭専用線の途中から分岐する日本農産工業専用線があったが、これは1991年（平成3年）5月に廃止されている。
2000年（平成12年）2月1日にコンテナの通関業務を行う保税蔵置場を構内に開設し、輸送時間の短縮や手続きの簡略化を図っている。ISO規格国際海上コンテナを大量に取り扱う当駅ならではの設備といえる。
2010年（平成22年）3月13日のダイヤ改正で、これまで仙台臨海鉄道仙台港駅との間に1往復設定されていた海上コンテナ専用列車が盛岡貨物ターミナル駅 - 東京貨物ターミナル駅間の列車に切り替えられる形で廃止となり、当駅とJR線とを結ぶ貨物扱いの定期列車は東京貨物ターミナル駅との間に設定されているコンテナ列車1往復だけとなっている。以前はコンテナホームの大半を海上コンテナが占めていたが、現在は12 ftコンテナや化成品コンテナがほとんどとなっている。
2013年（平成25年）、「南本牧はま道路」の橋脚設置工事の際、設置工事に支障が出るため本牧線の構外側線扱いとなっている休止状態の「国際埠頭専用線」のうち、かもめ町付近で鉄道関連施設の撤去工事が行われている。2017年（平成29年）の同道路竣工に伴い、異例となる線路の原状復帰を行い、休止線であるのにも関わらず、撤去区間の線路を新たに再敷設している。

## 取扱う貨物の種類
コンテナ貨物の取扱駅で、海上コンテナ輸送が盛んなことから、神奈川臨海鉄道のドル箱路線である本牧線の拠点駅となっている。横浜港本牧埠頭に位置し、12 ftコンテナや大型の20・30 ftコンテナのほか、海上輸送に対応した20・40 ft海上コンテナも取り扱っている。
取扱品目は横浜港本牧埠頭より輸出入するものが中心となっている。また、年度末に宇都宮貨物ターミナル駅からNISSANカーパックコンテナで輸送される日産自動車製高級輸出自動車や、ラテックスやMDIなどの化成品類、ENEOS根岸製油所から出荷される潤滑油、日清オイリオグループ横浜磯子工場から出荷される食用油がある。

## 利用状況
近年の年間発着トン数は下記の通り。ただし、横浜本牧駅と本牧埠頭駅の合計数。
| 年度   | 年間貨物取扱量 | 年間貨物取扱量 |
| 年度   | 発送（トン）   | 到着（トン）   |
| ------ | -------------- | -------------- |
| 1998年 | 100,299        | 111,922        |
| 1999年 | 113,327        | 128,572        |
| 2000年 | 85,222         | 112,581        |
| 2001年 | 97,336         | 134,048        |
| 2002年 | 72,087         | 132,347        |
| 2003年 | 77,632         | 144,826        |
| 2004年 | 82,477         | 169,645        |
| 2005年 | 79,108         | 187,102        |
| 2006年 | 77,372         | 170,942        |
| 2007年 | 72,946         | 162,174        |
| 2008年 | 66,610         | 144,297        |
| 2009年 | 51,164         | 101,211        |
| 2010年 | 31,649         | 65,669         |
| 2011年 | 28,588         | 32,935         |
| 2012年 | 31,991         | 52,069         |
| 2013年 | 30,576         | 50,437         |
| 2014年 | 29,295         | 49,336         |
| 2015年 | 34,073         | 52,695         |
| 2016年 | 36,100         | 37,161         |
| 2017年 | 39,387         | 30,596         |
| 2018年 | 36,169         | 40,092         |
| 2019年 | 40,038         | 46,597         |
| 2020年 | 39,955         | 17,866         |
| 2021年 | 36,111         | 36,358         |
| 2022年 | 35,583         | 17,095         |
| 2023年 | 41,876         | 38,378         |
| 2024年 | 45,606         | 30,271         |

## 駅周辺
- 横浜港本牧埠頭
- 日産自動車本牧専用埠頭
- 三井物産コイルセンター
- 三菱重工業横浜製作所
- ENEOS根岸製油所

## 保存車両
当駅には、かつて横浜港の引き込み線で活躍していた国鉄C56形蒸気機関車（C56 139）が、非公開ながら静態保存されている。

## 隣の駅
神奈川臨海鉄道
本牧線
根岸駅 - 横浜本牧駅 - 本牧埠頭駅